# Dafne Schippers
Dafne Schippers (* 15. Juni 1992 in Utrecht) ist eine ehemalige niederländische Leichtathletin, die vor allem im Sprint (100- und 200-Meter-Lauf), aber auch im Siebenkampf und im Weitsprung Erfolge feiern konnte. Sie hält in fünf Disziplinen den niederländischen Rekord, im 200-Meter-Lauf auch den Europarekord (Stand: August 2023).

## Sportliche Karriere

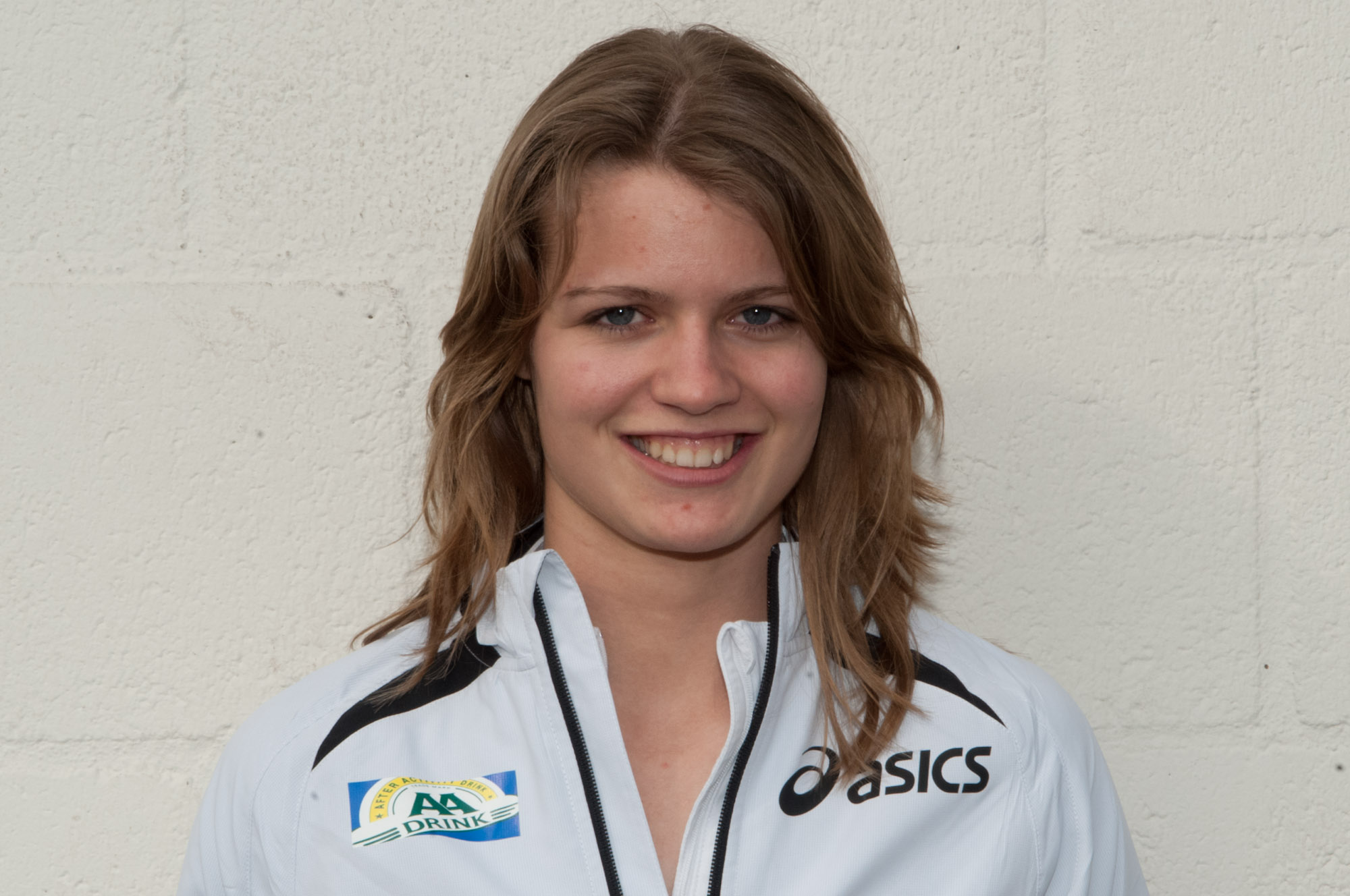
Dafne Schippers 2010

Die Tochter eines Physiotherapeuten und einer Grundschullehrerin aus Utrecht belegte 2009 im Siebenkampf bei den Junioreneuropameisterschaften in Novi Sad (Serbien) den vierten Platz. 2010 gewann sie bei den Juniorenweltmeisterschaften in Moncton (Kanada) im Siebenkampf Gold und mit der 4-mal-100-Meter-Staffel Bronze. Im Jahr darauf gewann sie den Siebenkampf bei den Junioreneuropameisterschaften in Tallinn.
2012 verbesserte sie beim Mehrkampf-Meeting Götzis ihre Bestleistung im Siebenkampf um 188 Punkte auf 6360 Punkte und qualifizierte sich damit für die Olympischen Spiele in London. Bei den Europameisterschaften 2012 in Helsinki trat sie nicht im Siebenkampf, sondern im Sprint an. Sie belegte den fünften Platz im 200-Meter-Lauf und gewann mit der Sprintstaffel die Silbermedaille hinter dem deutschen Team. Bei den Olympischen Spielen 2012 belegte sie mit 6324 Punkten den zwölften Platz im Siebenkampf.
2013 errang Schippers bei den Weltmeisterschaften in Moskau im Siebenkampf den dritten Platz.
2014 belegte sie beim Mehrkampf-Meeting Götzis im Siebenkampf den dritten Platz. Mit 6545 Punkten stellte sie eine neue persönliche Bestleistung auf. Die Punktzahl bedeutete zugleich neuen niederländischen Rekord. Danach steigerte sie erst den Landesrekord mit der Staffel-Mannschaft auf 42,40 s, dann denselben in Glasgow über 100 und 200 Meter auf 11,03 s und 22,34 s und schließlich stellte sie bei den niederländischen Meisterschaften mit 6,78 m auch im Weitsprung einen neuen Landesrekord auf.
Im August wurde sie in Zürich Europameisterin über die 100- und 200-Meter-Distanz. Mit 22,03 s lief sie letztere in der schnellsten von einer Europäerin absolvierten Zeit seit 1995. Ebenfalls im Endlauf stand sie dort mit der niederländischen 4-mal-100-Meter-Staffel, die den Lauf nach einem Fehler der Startläuferin aber nicht beenden konnte. Für ihre Leistungen wurde sie am 11. Oktober 2014 vor der Hammerwerferin Anita Włodarczyk (Polen) und der Hochspringerin Ruth Beitia (Spanien) zu Europas Leichtathletin des Jahres gekürt.
Unabhängig von ihren EM-Erfolgen auf den Sprintdistanzen wollte Schippers bei den folgenden Weltmeisterschaften 2015 in Peking ursprünglich im Siebenkampf starten. Aber nachdem sie den Siebenkampf in Götzis aufgrund von Kniebeschwerden hatte abbrechen müssen, entschied sie sich dazu, in Peking im Sprint an den Start zu gehen.
Im Halbfinale über 100 Meter verbesserte Schippers ihren beim London Grand Prix einen Monat zuvor aufgestellten niederländischen Rekord von 10,92 auf 10,83 s.
Hinter der Jamaikanerin Shelly-Ann Fraser-Pryce, die den Endlauf in 10,76 s gewann, belegte Schippers, die mit 10,81 s erneut niederländischen Rekord lief, den zweiten Platz.
Im WM-Finale über 200 Meter gewann Schippers die Goldmedaille vor den Jamaikanerinnen Elaine Thompson und Veronica Campbell-Brown.
Mit einer Zeit von 21,63 s lief Schippers die drittschnellste jemals gemessene Zeit und stellte damit einen neuen WM-Rekord sowie einen neuen europäischen Rekord über 200 Meter auf.
Bei den Olympischen Spielen 2016 in Rio de Janeiro gewann Schippers mit einer Saisonbestleistung von 21,88 s die Silbermedaille über 200 Meter. Sie musste sich der Jamaikanerin Elaine Thompson geschlagen geben, die mit 21,78 s ebenfalls Saisonbestleistung lief. Vor dem Finallauf galt Schippers als Gold-Kandidatin. Im Halbfinale lief sie als einzige Teilnehmerin unter 22 Sekunden.
Den WM-Titel über 200 Meter verteidigte Schippers 2017 in London erfolgreich. Die Siegerzeit war 22,05 s. Zweite wurde Marie-Josée Ta Lou in 22,08 vor Shaunae Miller-Uibo in 22,15 s.
Schippers wurde von den Niederlanden bei den Olympischen Spielen in Tokio im Sommer 2021 für die 100 Meter, 200 Meter und die 4-mal-100-Meter-Staffel nominiert. Schippers, die nach langen Verletzungsproblemen noch weit von ihrer Bestform entfernt war, entschied sich dann in Tokio bei den Einzelwettbewerben nur über die 200 Meter anzutreten. Dort schied sie im Halbfinale mit einer Zeit von 23,03 s aus.
Sie wird von ihrem Bruder gemanagt.
Am 26. September 2023 gab Schippers über ihre Social-Media-Kanäle bekannt, dass sie ihre Karriere als aktive Sportlerin beendet.

## Trivia
Seit 2017 trägt eine Fahrradbrücke in Utrecht den Namen Schippers’.

## Bestleistungen
- 100 Meter: 10,81 s, 24. August 2015 in Peking
- 150 Meter: 16,56 s, 8. September 2020 in Ostrava (Europäische Bestleistung)
- 200 Meter: 21,63 s, 28. August 2015 in Peking (Europarekord)
- 800 Meter: 2:08,59 min, 1. Juni 2014 in Götzis
- 100 Meter Hürden: 13,13 s, 31. Mai 2014 in Götzis
- Hochsprung: 1,80 m, 3. August 2012 in London
- Weitsprung: 6,78 m, 26. Juli 2014 in Amsterdam
- Kugelstoßen: 14,66 m, 30. Mai 2015 in Götzis
- Speerwurf: 42,82 m, 10. Mai 2014 in Leiden
- Siebenkampf: 6545 Punkte, 31. Mai/1. Juni 2014 in Götzis
- 60 Meter/Halle: 7,00 s, 13. Februar 2016 in Berlin
- 60 Meter Hürden/Halle: 8,18 s, 7. Januar 2012 in Apeldoorn

## Auszeichnungen
- NOC*NSF (Nederlands Olympisch Comité*Nederlandse Sport Federatie): Young Talent Award 2011
- Niederländischer Leichtathletik-Verband (KNAU): Leichtathletin des Jahres 2011, 2012, 2013
- Niederländische Athletin des Jahres: 2012
- Europas Leichtathletin des Jahres: 2014, 2015
- Niederländische Sportlerin des Jahres: 2015, 2017